# Melges 32
Melges 32 è una classe velica da regata messa in commercio nel 2005 da Melges Performance Sailboats, su progetto di Reichel/Pugh, e riconosciuta come classe velica internazionale il 21 novembre 2008 dall'ISAF.
La classe prevede una lunghezza di 9,7 m ed un baglio massimo massimo di 3 m, per una superficie velica totale che raggiunge i 186 m² (randa + fiocco + spi). Può navigare di bolina con randa e fiocco, mentre nei lati di poppa dispone anche di uno spinnaker asimmetrico, le cui dimensioni variano tra 72 e 121 m², che si fissa sul bompresso estraibile.
Lo scafo è realizzato in fibra di vetro, mentre albero, timone e chiglia sono realizzate in fibra di carbonio. Lo scafo è piatto verso la poppa, rendendo facile la planata. Il bulbo da 778 kg può essere ritirato per poter facilmente trasportare lo scafo su un rimorchio.
L'equipaggio è composto da almeno cinque uomini, con un limite di peso massimo dello stesso pari a 629 kg, in quanto un equipaggio pesante facilita il controllo dell'imbarcazione.